# 鯨波海水浴場
鯨波海水浴場（くじらなみかいすいよくじょう）は、新潟県柏崎市鯨波にある海水浴場である。

## 概要
新潟県を代表する海水浴場で、「日本の渚百選」にも入選している。海岸は岩場が点在するワイドな開放感のあるビーチ。
新潟県内のほか、北関東や長野県など県外から多くの海水浴客が訪れる。海水浴シーズンには浜茶屋が開業する。
最寄り駅である鯨波駅（JR東日本：信越本線）から海岸へと向かう道路は売店が立ち並ぶほか、民宿・旅館などがある。
水質は例年最高ランクのAAとなり、晴れた日には透き通った青色の海となる。シーカヤック体験なども行われている。

## アクセス
鯨波駅より徒歩1分。かつては、埼玉県や群馬県からのアクセスとして、熊谷駅 - 鯨波駅間で、海水浴シーズンにマリンブルーくじらなみ号が運行されていた。

## 周辺
- 福浦八景
- 柏崎港・柏崎マリーナ
- 日本海フィッシャーマンズケープ